# Andréa (film)
Pour plus de détails, voir Fiche technique et Distribution.
Andréa est un film français réalisé par Henri Glaeser et sorti en 1976.

## Synopsis
Les aventures burlesques d'une jeune femme, qui avant de se marier, entreprend un dernier voyage en Turquie.

## Fiche technique
- Titre : Andréa
- Réalisateur : Henri Glaeser
- Scénario : Henri Glaeser
- Photographie : Claude Lecomte
- Décors : Éric Simon
- Costumes : Annette Boulay
- Son : Guy Villette
- Musique : Cahit Berkay
- Montage : Nicole Berckmans
- Sociétés de production :  Les Films Oniris - PECF
- Pays d'origine :  France
- Durée : 87 minutes
- Date de sortie : 14 juillet 1976

## Distribution
- Odette Laurent
- Marie-Christine Descouard
- Jacques Zolty
- Jean-Marc Dupuich
- Michèle Moretti
- Liliane Rovère
- Dominique Zardi
- Valérie Mairesse
- Axel Ganz